# William M. Beckner

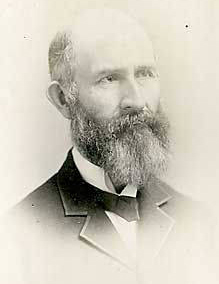
William M. Beckner

William Morgan Beckner (* 19. Juni 1841 in Moorefield, Nicholas County, Kentucky; † 14. März 1910 in Winchester, Kentucky) war ein US-amerikanischer Politiker. In den Jahren 1894 und 1895 vertrat er den Bundesstaat Kentucky im US-Repräsentantenhaus.

## Werdegang
William Beckner besuchte die öffentlichen Schulen seiner Heimat und danach das Rand and Richeson Seminary in Maysville. Außerdem besuchte er noch das Centre College in Danville. Später arbeitete er auf einer Farm und dann als Angestellter in einem Laden in Bethel. Zwischenzeitlich war er auch zwei Jahre lang als Lehrer in Orangeburg und Maysville tätig. Nach einem Jurastudium und seiner 1864 erfolgten Zulassung als Rechtsanwalt begann er in Winchester in diesem Beruf zu arbeiten. Im Jahr 1865 fungierte er dort als städtischer Richter. Zwischen 1866 und 1867 war er als Staatsanwalt tätig. Im Jahr 1870 wurde er Bezirksrichter im Clark County.
Im Jahr 1867 gründete Beckner die Zeitung „Clark County Democrat“, die er einige Jahre lang als Eigentümer herausgab. 1880 wurde er Beauftragter für das Staatsgefängnis. Danach war er von 1882 bis 1884 Eisenbahnbeauftragter seines Staates. In den Jahren 1883 und 1885 leitete er in Louisville eine Versammlung, auf der Vertreter aller Bundesstaaten Bildungsfragen diskutierten. Im Jahr 1890 war er auch Delegierter auf einer Versammlung zur Überarbeitung der Verfassung von Kentucky. Politisch war Beckner Mitglied der Demokratischen Partei. 1893 war er Vorsitzender des regionalen Parteitages der Demokraten in Kentucky. Im selben Jahr wurde er in das Repräsentantenhaus von Kentucky gewählt.
Nach dem Tod des Abgeordneten Marcus C. Lisle wurde er bei der fälligen Nachwahl für den zehnten Sitz von Kentucky als dessen Nachfolger in das US-Repräsentantenhaus in Washington, D.C. gewählt, wo er am 3. Dezember 1894 sein neues Mandat antrat. Da er für die Wahlen des Jahres 1894 von seiner Partei nicht zur Wiederwahl nominiert wurde, konnte er bis zum 3. März 1895 nur die angebrochene Legislaturperiode seines Vorgängers im Kongress beenden. Nach seinem Ausscheiden aus dem US-Repräsentantenhaus zog sich William Beckner wieder aus der Politik zurück. In den folgenden Jahren praktizierte er wieder als Anwalt. Er starb am 14. März 1910 in Winchester.